# La Reine des sortilèges
La Reine des sortilèges (titre original : Queen of Sorcery) est le deuxième tome de la pentalogie de fantasy, la Belgariade, écrite par David et Leigh Eddings.

## Résumé
Arrivés en Arendie, Garion et ses compagnons retrouvent le jeune noble asturien Lelldorin, un archer émérite.
Ensemble, ils repartent à la poursuite du voleur de l'Orbre d'Aldur qui fuit vers le sud.
En traversant le royaume, le groupe est confronté à la guerre civile tacite entre les Mïmbraïques et les Asturiens, ainsi qu'à l'extrême misère dans laquelle sont plongés les paysans et surtout les serfs du royaume qui ne reçoivent aucune considération de la part de leur seigneurs (mïmbraïques comme asturiens).
Au cours d'un combat désespéré contre des monstres relâchés par des Grolims de Torak, Lelldorin est grièvement blessé et ne doit sa survie, tout comme ses compagnons, qu'à l'arrivée opportune du chevalier mïmbraïque Mandorallen, comte de Vo Mandor. Laissé aux soins d'une famille mïmbraïque, et en particulier de la fille aînée Ariana, Lelldorin doit abandonner ses compagnons qui continuent leur périple en direction de la Tolnedrie.
Cependant, capturé par un noble agissant sur ordre de la reine-serpent Salmissra, le groupe décide de traverser la Tolnedrie et de se rendre en Nyissie pour demander des comptes à la reine des Nyissiens. 
Belgarath et ses compagnons, toujours à la poursuite de l’objet disparu, décident de faire halte à Tol Honeth, la capitale de la Tolnedrie, afin de convaincre l’empereur Ran Borune de l’urgence de la situation et de lui demander de l’aide. Malheureusement, celui-ci reste sourd à leurs explications et le groupe repart pour la Nyissie. 
C’est alors qu’un étrange couple se joint à eux : une jeune noble et son précepteur. La jeune fille prétend que son père, un puissant seigneur de Tol Honeth, veut la soustraire aux agitations politiques engendrées par les jeux de pouvoir pour la succession du vieil empereur Ran Borune et l'a envoyée dans le sud auprès d’une branche éloignée de leur famille.
En réalité, cette jeune noble se révèle être Ce'Nedra, la minuscule fille de Ran Borune, princesse impériale de Tolnedrie. Celle-ci cherche par tous les moyens à se dérober de ses obligations dictées par les accords de Vo Mimbre. Ces accords stipulent que la princesse impériale doit se rendre le jour de ses 16 ans à la cour du roi de Riva pour y attendre le retour de l’héritier du trône de l’Ile des Vents. Le précepteur de la princesse, entrainé à son corps défendant dans la supercherie imaginée par Ce‘Nedra, prend la fuite pour retourner à la capitale. L’héritière des Borune n’a d’autre choix que de se joindre au groupe pour les accompagner dans leur aventure.
Arrivés en Nyissie, Garion est enlevé et emmené captif au palais royal pour que la reine-serpent puisse faire de lui son nouveau compagnon de vie. Le garçon est alors sauvé par Polgara et Barak, dont l’instinct le pousse à se changer en ours féroce chaque fois que le jeune garçon est en danger. Afin de punir Salmissra de son méfait, Polgara lui offre l’immortalité mais la transforme en serpent, la laissant gouverner son royaume sous sa métamorphose éternelle. Puis, à la faveur d'une éruption volcanique apocalyptique en provenance du Cthol Murgos tout proche, le trio s'échappe du palais et rejoint le reste du groupe en dehors de la cité. Ils partent alors tous ensemble le long de la Rivière des Serpents.